# Павлівська сільська рада (Мар'їнський район)
| Павлівська сільська рада — колишній орган місцевого самоврядування у Мар'їнському районі Донецької області з адміністративним центром у с. Павлівка. Сільській раді підпорядковані населені пункти: - с. Павлівка |

## Склад ради
Рада складається з 16 депутатів та голови.

## Керівний склад сільської ради
| ПІБ                                | Основні відомості                                                         | Дата обрання | Дата звільнення |
| ---------------------------------- | ------------------------------------------------------------------------- | ------------ | --------------- |
| Гарькавенко В'ячеслав Анатолійович | Сільський голова, 1966 року народження, освіта, член народної партії      | 26.03.2006   | 01.08.2006      |
| Біда Олена Вікторівна              | Сільський голова, 1974 року народження, освіта, позапартійна              | 17.12.2006   | 31.10.2010      |
| Сосюра Олена Вікторівна            | Сільський голова, 1974 року народження, освіта вища, член Партії регіонів | 31.10.2010   |                 |

Примітка: таблиця складена за даними джерела